# Вогонь на горі (роман)
«Вогонь на горі» (англ. Fire on the Mountain) — альтернативно-історичний роман американського письменника Террі Біссона, виданий 1988 року. Роман описує світ, який би виник внаслідок того, що Джону Брауну вдалося б здійснити свій напад на Гарперс-Феррі і придушити повстання рабів 1859 року, як він це й планував.

## Сюжет
Різниця від реальної історії починається з участі Гаррієт Табмен в повстанні Брауна в 1859 році; її звукова тактика та стратегічна порада допомагає Брауну уникнути помилок, які в реальній історії призвели до його поразки. В результаті, замість американської громадянської війни, США стоять перед повномасштабною революцією рабів на всьому Півдні — за допомагою декількох білих прихильників; різних європейських революціонерів, таких як Джузеппе Гарібальді, котрі беруть корабель, щоб перетнути Атлантику; паралельно з цим відбувається вторгнення Мексики, яка прагне повернути територію, втрачену в 1848 році.
Після великої кількості кривавих боїв і наростання незадоволення на Півночі, яка розпочинає збір військ для відправки на боротьбу з непокірними рабами, повстанці вдаються до емансипації та створення республіки на Глибокому Півдні під керівництвом Табман та Фредеріка Дугласа (Сам Браун не дожив до того дня, коли його справа завершилася перемогою.). Авраам Лінкольн — політичний діяч партії Вігів, якому не судилося стати президентом, — намагається розпочати війну, щоб повернути сепаратистські чорні штати до Союзу, але йому це не вдається, й він сам гине в цій війні. «Чорні повстанці» запам'ятали його як свого головного ворога.
Згодом у «чорній державі» (під назвою «Нова Африка») утверджується соціалізм, підштовхуючи до цілого ряду революцій та громадянських воєн в Європі. Паризька комуна виграє в 1871 році, а не знищується Третьою французькою республікою, Ірландія позбувається британського правління у 1880-х роках, а також Російська революція — це лише перші з багатьох подібних революцій в різних країнах. Нарешті, соціалізм також встановлюється в одному штатів США, після революційної спалаху в Чикаго. Соціалізм працює, як і передбачав німецький філософ Карл Маркс, приносячи щастя та процвітання для всього людства. (Сам Маркс згадується в книзі як ентузіаст-прихильник непокірних рабів, хоча він особисто не прибуває до Америки, щоб допомогти їм.)
Книга складається з двох рівнів. Відкритий сюжет відбувається в 1959 році в утопічному соціалістичному світі, який у всіх напрямках свого розвитку пішов далеко вперед від нашого. Щоб відзначити сторіччя рейду Брауна, чорні космонавти здійснюють керовану посадку на поверхню Марса. Проте історія головної героїні, молодої чорношкірої жінки, яка сумує за смертю свого чоловіка під час більш ранньої місії на Марс, — загалом спирається на фрагменти з яскравих щоденників двох людей, які жили через під час буремних подій 1859 року та її наслідків — предок, якого був тоді молодим чорна рабиня та білий лікар з Вірджинії, який співчував повстанню. У цьому світі публікується книга з альтернативної історії під назвою «Тіло Джона Брауна», в якому описується світ, в якому Браун зазнав невдачі і був страчений, раби були звільнені Лінкольном, а не власноруч, після війни між двома білими угрупуваннями, а капіталізм вижив як політична та економічна система. Ця книга вважалася дистопією, яка описує з усякого погляду жахливий світ, гірший від того, які знають люди в романі.

## Відгуки
Девід Прінгл оцінив «Вогонь на горі» трьома з чотирьох можливих зірок й описав його як «вмілий прояв малоймовірної альтернативної історії».